# Pappinbarra River
Der Pappinbarra River ist ein Fluss im Nordosten des australischen Bundesstaates New South Wales.
Er entspringt im Mount Boss State Forest östlich des Werrikimbe-Nationalparks. Von dort fließt er nach Südosten durch die Siedlung Pappinbarra Junction und die Kleinstadt Pappinbarra. Bei Beechwood mündet er in den Hastings River.